# Bồn trũng kéo tách
Trong địa chất học, một bồn trũng là một khu vực sụt lún mà trầm tích có thể lắng đọng trong đó. Bồn trũng kéo tách là một bồn trũng cấu trúc được giới hạn bổ các đứt gãy hình thành do quá trình căng giãn của vỏ trái đất dưới ứng suất căng giãn làm cho phần ở giữa thấp xuống. Thông thường, bồn trũng này có dạng hình bình hành hoặc sigmoid. Về phân bố trong không gian, các bồn trũng được giới hạn giữa các đứt gãy và chiều dài của phần chồng lấn. Các bồn trũng kéo tách cũng được xem là các đới căng giãn chồng lấn (OTZ).